# Vilma Bardauskienė
Vilhelmina Bardauskienė, detta Vilma (Pakruojis, 15 giugno 1953), è un'ex lunghista sovietica.

## Palmarès

### Europei
- 1 medaglia:
  - 1 oro (Praga 1978)